# Certallini
Certallini  (лат.) — триба жуков-усачей из подсемейства настоящих усачей (Cerambycinae). Встречаются в Палеарктике, Австралии и на Мадагаскаре. Первый абдоминальный сегмент очень длинный, почти такой же длины, что и все остальные вместе взятые. Сложные глаза состоят из очень мелких фасеток. Лапки утолщённые с булавовидными тазиками. В Палеарктике представлены единственным родом Certallum. Для вида Certallum ebulinum (Linnaeus, 1767) известен диплоидный хромосомный набор, 2n=22.

## Систематика
В составе трибы:
- Brachytria
- Certallum
- Hadimus
- Obrida
- Omophaena
- Pempsamacra
- Pytheus
- Titurius